# آریان‌اسپیس
آریان‌اسپیس (به انگلیسی: Arianespace)، یک شرکت چندملیتی است که در سال ۱۹۸۰ به عنوان نخستین سرویس ارائه‌دهندهٔ خدمات راه‌اندازی جهانی تأسیس شد. این شرکت، تولید، اجرا و بازاریابی برنامهٔ پروژهٔ آریان را به عهده دارد. این شرکت مجموعهٔ متنوعی از راه‌اندازی‌ها را با استفاده از پرتاب‌گرهای بار سنگین و وسیله‌های پرتاب مانند: راکت آریان ۵ برای بارهای دو مرحله‌ای به مدار انتقال، سایوز-۲ به عنوان پرتاب‌گر بار متوسط و طولانی، و موشک سوخت جامد وگا برای بارهای سبک‌تر ارائه می‌دهد.
تا ماه مهٔ ۲۰۱۷، آریان‌اسپیس راه‌اندازی بیش از ۵۵۰ ماهواره در ۲۵۴ مورد راه‌اندازی در طول ۳۳ سال انجام داده‌است: (۲۳۶ مأموریت آریانی، منهای ۸ پرواز نخست که توسط مرکز ملی مطالعات فضایی فرانسه انجام شد، ۱۷ مأموریت سایوز -۲، و ۹ مأموریت وگا). اولین پرواز تجاری که توسط نهادهای جدید اداره می‌شد اسپیس‌نت اف۱ در ۲۳ ماه مهٔ ۱۹۸۴ راه‌اندازی شد. آریان‌اسپیس از مرکز فضایی گویان در گویان فرانسه به عنوان سایت راه‌اندازی اصلی خود استفاده می‌کند. از طریق سهام خود در استارسم، آریان‌اسپیس می‌تواند از پایگاه فضایی بایکونور در قزاقستان نیز برای ارائهٔ خدمات راه‌اندازی تجاری سایوز استفاده کند. ادارهٔ مرکزی این شرکت در کورکورن، اسون، فرانسه در نزدیکی اوری قرار دارد.